# ضبحة (حزم العدين)

تعديل مصدري - تعديل

ضبحة محلة تابعة لقرية الحلو، التابعة لعزلة بني وائل بمديرية حزم العدين إحدى مديريات محافظة إب في الجمهورية اليمنية، بلغ تعداد سكانها 87 حسب تعداد اليمن لعام 2004.